# Katarina av Vadstena
Katarina av Vadstena, Katarina Ulfsdotter, född 1331, död 24 mars 1381 i Vadstena, var en birgittinnunna och jungfru. Hon var dotter till Heliga Birgitta och Ulf Gudmarsson.

## Biografi
Katarina blev vid unga år bortgift med den förnäme Eggard van Kyren. Inspirerad av tidens jungfrulighetsideal övertalade hon sin make att respektera hennes jungfrudom, vilket han gjorde.
År 1349 anträdde Birgitta sin efterlängtade pilgrimsfärd till Rom, och Katarina följde efter året därpå. Kort därefter kom budet om maken Egards död. Birgitta och Katarina levde i Rom ett klosterliknande liv i fattigdom och gemensam bön. Efter Birgittas död 1373 förde Katarina sin mors stoft tillbaka till Sverige. 1375 återvände Katarina till Rom för att få birgittinordens regel bekräftad och för att utverka sin mors helgonförklaring. 
Liksom sin mor skall Katarina ha mottagit himmelska uppenbarelser. Sista tiden i Vadstena var Katarina svårt sjuk; hon avled enligt Vadstena klosters minnesbok den 24 mars 1381. Tre biskopar förrättade hennes begravning, och många övernaturliga tecken bevittnades vid hennes grav. Påven Innocentius VIII tillät 1484 Katarinas kult för Sverige, en motsvarighet till dagens saligförklaring. Den högtidliga skrinläggningen ägde rum i Vadstena den 1 augusti 1489. Hon firas den 24 mars inom Romersk-katolska kyrkan och 2 augusti i Sverige.